# Mammasonographie

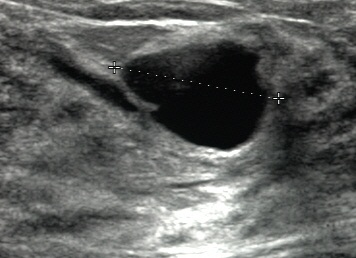
Glatt begrenzte Mammazyste (gutartig)

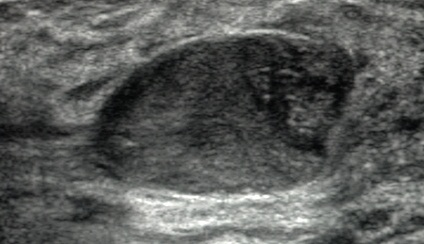
Glatt begrenztes solides Fibroadenom (gutartig)

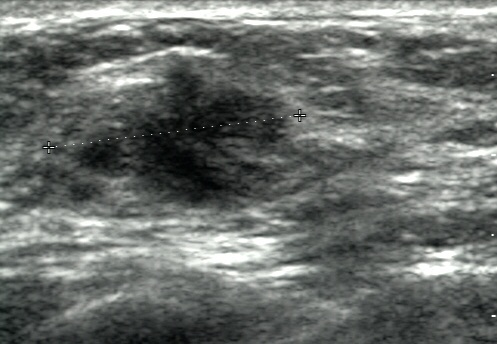
Nicht glatt und unscharf begrenztes Mammakarzinom (maligne)

Die Mammasonographie ist die Ultraschalluntersuchung der Brust. Es handelt sich dabei um ein bildgebendes Verfahren, bei dem die Brust in einem Schnittbildverfahren dargestellt wird. Die Mammasonographie ist wie die Mammographie ein apparatives Verfahren zum Screening und zur Diagnostik gutartiger und bösartiger Veränderungen des Brustgewebes.

## Einsatzgebiete
Anerkannt ist der primäre Einsatz der Sonographie bei Frauen unter 40 Jahren. Gesichert ist auch der ergänzende Einsatz bei unklaren mammographischen Befunden sowie bei hoher mammographischer Dichte. Mammasonographie ist auch bei Frauen und Männern mit einem Tastbefund oder Schmerzen in der Brust angezeigt sowie bei Ausfluss aus der Brustwarze. Unter Ultraschall werden auch Feinnadelbiopsien und Stanzbiopsien durchgeführt, um gezielt Gewebeproben für die histologische Untersuchung zu entnehmen.

### Primäres Screening
Wie die anderen Verfahren kann die Mammasonographie zur Früherkennung von Brustkrebs eingesetzt werden. Vorzüge gegenüber der Mammographie besitzt die Sonographie bei Frauen mit hohem Drüsenanteil (hoher Dichte), damit auch bei Frauen vor der Menopause. Auch bei Frauen in der Schwangerschaft und Stillzeit sollte die Mammasonographie als erstes bildgebendes Verfahren eingesetzt werden, da sie keine Strahlenbelastung bedeutet und unkompliziert nach der Tastuntersuchung einzusetzen ist.
Gestritten wird über ein Screening mittels Mammasonographie als Früherkennungsuntersuchung vergleichbar dem Mammographiescreening. Hier werden fehlende große randomisierte oder prospektive Studien und Probleme der Qualitätssicherung moniert. Andererseits liegen zunehmend nicht randomisierte Studien mit sehr ermutigenden Ergebnissen vor. Grundsätzlich gilt, dass keine einzelne bildgebende Untersuchungsmethode der Brust jeden Brustkrebs entdecken kann. Die Sensitivität der Sonographie ist wahrscheinlich für das (invasive) Karzinom höher als die der Mammographie. Vorstufen des invasiven Karzinoms (DCIS), soweit diese sich durch die Bildung von Mikrokalk auszeichnen, werden besser durch die Mammographie entdeckt.

### Sekundäres Screening
Ergänzend zur Mammographie wird eine Ultraschalluntersuchung insbesondere bei hoher Dichte der Brust angewendet.

### Differenzierung
Die diagnostische Differenzierung durch die Sonographie geht heute über die Unterscheidung von zystischen von soliden Befunden hinaus, indem sie die soliden Läsionen in gutartige, wahrscheinlich gutartige, suspekte und hochsuspekte unterscheidet (BIRADS-Klassifikation). Hier sind besonders neben dem internen Echomuster (Echogenität) die Randstrukturen eines Herdbefundes von Relevanz.

## Technik

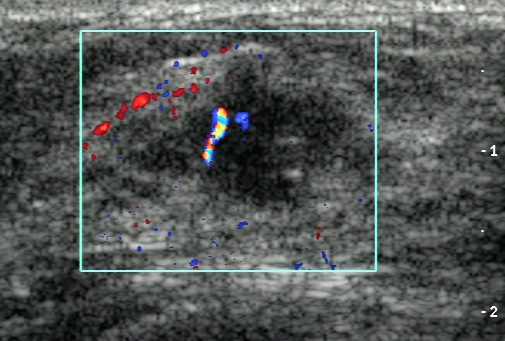
Dasselbe Mammakarzinom wie oben im Farbmodus mit suspekter Gefäßinfiltration

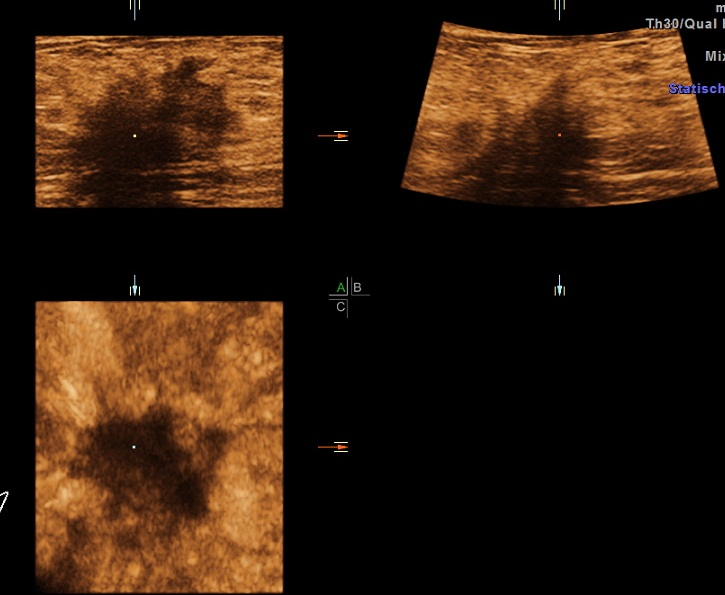
Mammakarzinom in A,B, und C Ebene, suspektes sternförmiges Retraktionsmuster in der C-Ebene

Die Mammasonographie wendet heute hochauflösende Breitbandlinearsonden mit einer Frequenz zwischen 2 und 17 MHz an. Zum B-Bild ergänzende technische Entwicklungen zum Zweck der Differenzierung zwischen Gutartigkeit und Bösartigkeit stellen die Farbdopplersonographie zur Darstellung der Blutgefäßversorgung, die 3D-Ultraschall mit ihrer zusätzlichen Aufsichtsebene (C-Ebene) und die Elastographie mit der farblichen Kodierung der Gewebesteifigkeit dar.